# 羅波塔莫河

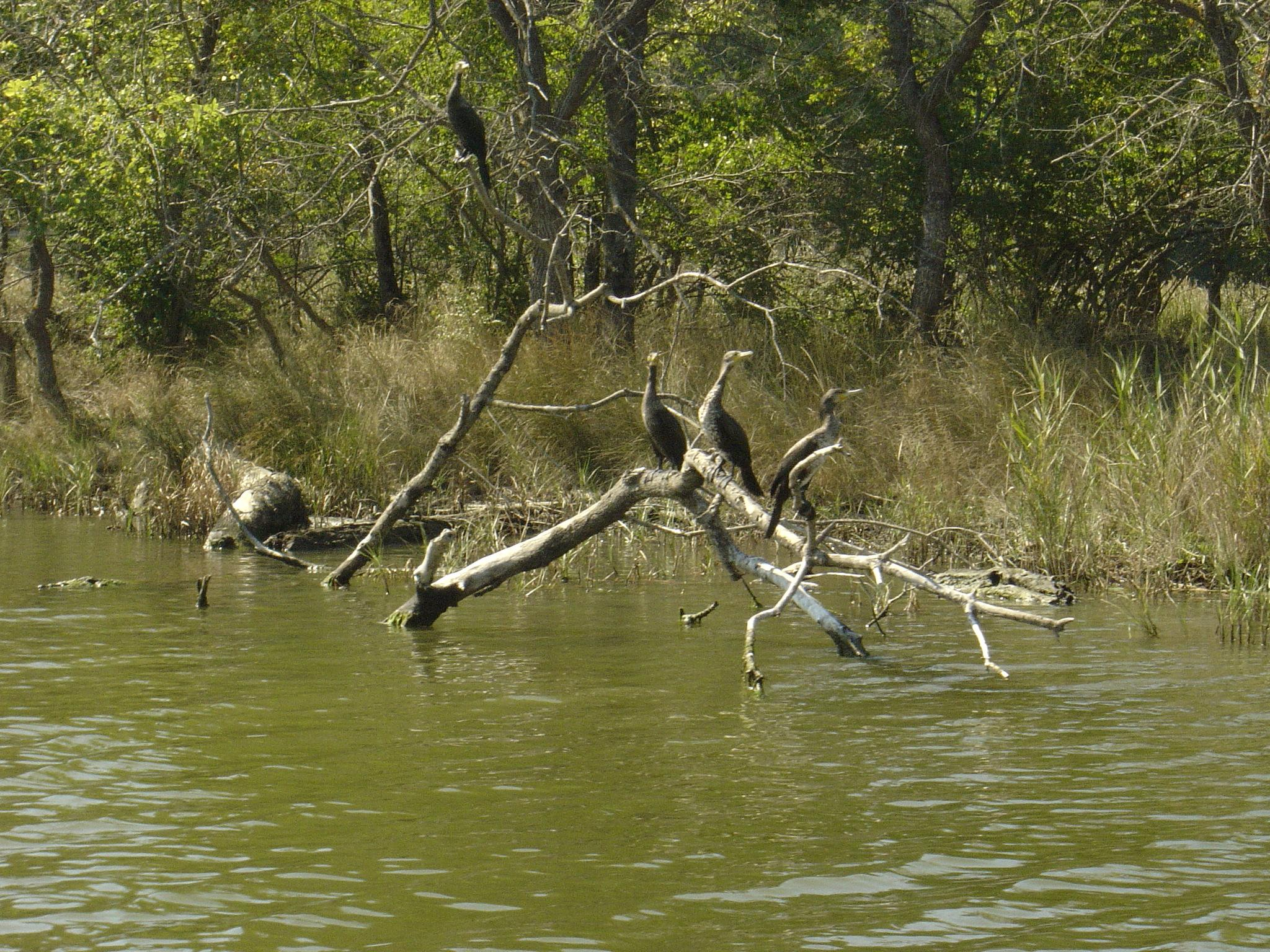

羅波塔莫河是保加利亞的河流，位於該國東南部，河道全長48公里，流域面積249平方公里，發源自斯特蘭賈山脈，最終注入黑海，河水主要用作灌溉。
42°20′N 27°46′E / 42.333°N 27.767°E

## 外部連結
- Pictures from Ropotamo & coast （页面存档备份，存于）